# الأصبع (فلم هندي)
الأصبع (بالهندية: Ungli) أو عصابة الأصبع هو فيلم هندي تم إصداره في عام 2014 من إنتاج الإخوة ياش كاران جوهر تحت راية شركة دارما بروداكشن، وإخراج رينسل دي سيلفا، وبطولة سانجاي دوت، عمران هاشمي، كانغانا رانوت، رانديب هودا و‌نيها دوبيا، بالإضافة إلى ظهور شرفي للممثلة شرادها كابور في أغنية دانس باسانتي.

## عن الفيلم
يدور الفيلم عن مدينة يعمها الفساد من كافة الجوانب، بداية من الإدارات العمومية ونهاية بالشرطة، وهذا الفساد والغش نتج عنه إنشاء عصابة مختصة في محاربة هذا الفساد، لأن أعضائها عانو منه أيضا، فقررو بداية عمل الخير والتصدي للفساد، فكونو أنفسهم وتدربو على القتال والجري، وبدأ المهمات، وهذه العصابة تكونت من 4 اشخاص، والخامس تعرض للضرب من قبل رجال أعد السياسيين المهمين، وكان هذا الدافع الرئيسي لإنشاء هذه العصابة، فتبدأ المطاردات من قبل العصابة والشرطة، حتى أعجب بهم أحد رجال الشرطة وهو (عمران هاشمي) الذي انضم إليهم بغرض القبض عليهم، ولكن بعدما تعرف عليهم اكتشف أنهم على حق واستمر معهم، وبهذ ذلك الشرطي الأكبر كالي' (سانجاي دوت) تعرف عليهم والذي بدوره مد لهم يد العون.

## الممثلين
- عمران هاشمي في دور نيكيل
- رانديب هودا في دور أبهاي
- كانغانا رانوت في دور مايا
- نيها دوبيا في دور تيشا
- أنغاد بيدي في ظور كليم
- نيل بوبالام في دور غوتام
- سانجاي دوت في دور المحقق أشوك كالي
- أرونوداي سينغ في دور ريكي
- رازا مراد
- ماهيش مانجريكار
- قادر خان
- شرادها كابور في دور باسانتي (ظهور خاص) في أغنية أرقصي يا باسانتي